# Liste des plus hautes églises
Cet article recense les églises les plus hautes.
À partir du Moyen Âge jusqu'à l'apparition des gratte-ciels, les églises chrétiennes détiennent régulièrement le titre de plus haut bâtiment du monde. En 1311, la flèche de la cathédrale de Lincoln dépasse la hauteur de la pyramide de Khéops. Jusqu'à la construction du Washington Monument en 1884, une succession d'églises sont les plus hautes structures du monde. Jusqu'à celle du Philadelphia City Hall en 1901, elles sont également les plus hauts bâtiments du monde.

## Construites

### Liste
La liste suivante recense les églises mesurant fin 2018 — ou ayant mesuré à une époque — plus de 100 m de hauteur. Cette limite, arbitraire, permet toutefois de limiter le nombre d'entrées à une centaine. La liste est ordonnée par hauteur décroissante. Les édifices détruits ou qui ne sont plus aussi hauts que par le passé sont indiqués en italique sur fond gris foncé et ne sont pas décomptés dans la colonne la plus à gauche ; ils peuvent toutefois apparaître deux fois si leur hauteur actuelle dépasse toujours 100 m.
La hauteur indiquée est la hauteur maximale atteinte par les bâtiments, généralement la pointe d'une flèche ou le sommet d'une coupole, éventuellement surmontées d'une croix ou d'une statue.
La liste n'inclut pas les édifices dont l'espace est principalement destiné à des usages non religieux, comme le Chicago Temple Building. Elle n'inclut pas non plus les structures d'autres religions que le christianisme.
| #  | Édifice                                                           | Pays               | Ville               | Hauteur (m) | Date               | Notes | Coordonnées                          | Photo |  |
| -- | ----------------------------------------------------------------- | ------------------ | ------------------- | ----------- | ------------------ | --- | ------------------------------------ | ----- |  |
| 1  | Église principale                                                 | Allemagne          | Ulm                 | 161,5       | 1890               | Plus haute église du monde ; plus haute église protestante du monde[réf. nécessaire] ; plus haut bâtiment du monde entre 1890 et 1901 (mais néanmoins moins que la tour Eiffel, ouvrage autoportant construit en 1889, et le Washington Monument, inauguré en 1885) | 48° 23′ 55″ nord, 9° 59′ 33″ est     |       |  |
| —  | Cathédrale                                                        | Royaume-Uni        | Lincoln             | 159,7       | 1311               | Flèche effondrée pendant un orage en 1549 ; 103 m de 1311 à 1549 ; actuellement 83 m ; aurait été le plus haut bâtiment du monde de 1311 à 1549 | 53° 14′ 04″ nord, 0° 32′ 10″ ouest   |       |  |
| 2  | Basilique Notre-Dame-de-la-Paix                                   | Côte d'Ivoire      | Yamoussoukro        | 158         | 1989               | Plus haute église à coupole du monde ; plus haute église catholique du monde | 6° 48′ 40″ nord, 5° 17′ 47″ ouest    |       |  |
| 3  | Cathédrale                                                        | Allemagne          | Cologne             | 157,4       | 1880               | Plus haut bâtiment du monde entre 1880 et 1884 | 50° 56′ 29″ nord, 6° 57′ 29″ est     |       |  |
|    | Cathédrale Saint-Pierre                                           | France             | Beauvais            | 151,6       | 1569               | Plus haut bâtiment du monde entre 1569 et 1573 | 49° 25′ 57″ nord, 2° 04′ 53″ est     |       |  |
| 4  | Cathédrale Notre-Dame                                             | France             | Rouen               | 151         | 1876               | Plus haut bâtiment du monde entre 1876 et 1880 | 49° 26′ 23″ nord, 1° 05′ 43″ est     |       |  |
| —  | Église Sainte-Marie                                               | Allemagne          | Stralsund           | 151         | 1478               | Flèche détruite par un éclair en 1647 ; actuellement 104 m ; Plus haut bâtiment du monde entre 1549 à 1569 et de 1573 à 1647 | 54° 18′ 37″ nord, 13° 05′ 16″ est    |       |  |
| —  | Ancienne cathédrale Saint-Paul                                    | Royaume-Uni        | Londres             | 150,3       | 1314               | Flèche détruite par un éclair en 1561 ; église détruite pendant le Grand incendie de Londres en 1666 | 51° 30′ 49″ nord, 0° 05′ 54″ ouest   |       |  |
| 5  | Église Saint-Nicolas                                              | Allemagne          | Hambourg            | 147,3       | 1874               | Seule la flèche subsiste de l'église après un bombardement en 1943 ; plus haut bâtiment du monde entre 1874 et 1876 | 53° 32′ 51″ nord, 9° 59′ 26″ est     |       |  |
| 6  | Cathédrale Notre-Dame                                             | France             | Strasbourg          | 142         | 1439               | Plus haut bâtiment du monde entre 1647 et 1874 | 48° 34′ 54″ nord, 7° 45′ 03″ est     |       |  |
| 7  | Basilique Notre-Dame                                              | Pologne            | Licheń Stary        | 141,5       | 2000               | | 52° 19′ 24″ nord, 18° 21′ 29″ est    |       |  |
| 8  | Basilique Saint-Pierre                                            | Vatican            | Vatican             | 136,6       | 1626               | | 41° 54′ 08″ nord, 12° 27′ 12″ est    |       |  |
| 9  | Cathédrale Saint-Étienne                                          | Autriche           | Vienne              | 136,4       | 1433               | | 48° 12′ 30″ nord, 16° 22′ 24″ est    |       |  |
| 10 | Cathédrale de l'Immaculée-Conception                              | Autriche           | Linz                | 134,8       | 1924               | | 48° 18′ 02″ nord, 14° 17′ 08″ est    |       |  |
| —  | Cathédrale Notre-Dame-et-Saint-Lambert                            | Belgique           | Liège               | 134,5       | 1433               | Détruite par les Liégeois en 1794 après la Révolution française | 50° 38′ 43″ nord, 5° 34′ 25″ est     |       |  |
| 11 | Église Saint-Pierre                                               | Allemagne          | Hambourg            | 132,2       | 1878               | | 53° 33′ 01″ nord, 9° 59′ 47″ est     |       |  |
| 12 | Église Saint-Michel                                               | Allemagne          | Hambourg            | 132,1       | 1786               | | 53° 32′ 54″ nord, 9° 58′ 44″ est     |       |  |
| —  | Abbatiale                                                         | Royaume-Uni        | Malmesbury          | 131,3       | 1180               | La flèche s'est effondrée à la fin du XVe siècle ou au début du XVIe siècle | 51° 35′ 05″ nord, 2° 05′ 54″ ouest   |       |  |
| 13 | Église Saint-Martin                                               | Allemagne          | Landshut            | 130,6       | 1500               | Plus haute structure en appareil du monde | 48° 32′ 03″ nord, 12° 09′ 04″ est    |       |  |
| —  | Basilique Sainte-Élisabeth                                        | Pologne            | Wrocław             | 130         | 1535               | Flèche effondrée pendant un orage en 1529 ; actuellement 91,5 m | 51° 06′ 42″ nord, 17° 01′ 49″ est    |       |  |
| 14 | Oratoire Saint-Joseph                                             | Canada             | Montréal            | 129         | 1967               | | 45° 29′ 30″ nord, 73° 37′ 00″ ouest  |       |  |
| 15 | Basilique San Gaudenzio                                           | Italie             | Novare              | 126         | 1887               | | 45° 26′ 56″ nord, 8° 37′ 11″ est     |       |  |
| 16 | Église Saint-Jacques de Hambourg                                  | Allemagne          | Hambourg            | 125         | 1963               | | 53° 33′ 01″ nord, 10° 00′ 02″ est    |       |  |
| 17 | Église Sainte-Marie                                               | Allemagne          | Lübeck              | 125         | 1350               | | 53° 52′ 04″ nord, 10° 41′ 06″ est    |       |  |
| 18 | Cathédrale Notre-Dame-de-la-Gloire                                | Brésil             | Maringá             | 124         | 1972               | | 23° 25′ 35″ sud, 51° 56′ 18″ ouest   |       |  |
| 19 | Église Saint-Olaf                                                 | Estonie            | Tallinn             | 123,7       | 1500               | | 59° 26′ 29″ nord, 24° 44′ 52″ est    |       |  |
| 20 | Église Saint-Pierre                                               | Lettonie           | Riga                | 123,3       | 1690/1973          | Tour effondrée en 1666 et 1721, église et tour endommagées pendant la Seconde Guerre mondiale ; restaurée en 1973 | 56° 56′ 51″ nord, 24° 06′ 34″ est    |       |  |
| 21 | Cathédrale                                                        | Royaume-Uni        | Salisbury           | 123,1       | 1315               | | 51° 03′ 53″ nord, 1° 47′ 51″ ouest   |       |  |
| 22 | Cathédrale Notre-Dame                                             | Belgique           | Anvers              | 123         | 1521               | | 51° 13′ 13″ nord, 4° 24′ 04″ est     |       |  |
| 23 | Cathédrale Pierre-et-Paul                                         | Russie             | Saint-Pétersbourg   | 122,5       | 1733               | Plus haut clocher orthodoxe | 59° 57′ 01″ nord, 30° 19′ 00″ est    |       |  |
| —  | Abbaye aux Hommes                                                 | France             | Caen                | 122,3       | XIIIe siècle       | Flèche remplacée par une tour moins élevée au XVIIe siècle | 49° 10′ 54″ nord, 0° 22′ 22″ ouest   |       |  |
| 24 | Riverside Church                                                  | États-Unis         | New York            | 119,8       | 1930               | | 40° 48′ 43″ nord, 73° 57′ 48″ ouest  |       |  |
| —  | Cathédrale Saint-Jacques                                          | Pologne            | Szczecin            | 119,8       | 1892               | Tour effondrée lors d'un bombardement en 1944 ; actuellement 110,18 m | 53° 25′ 29″ nord, 14° 33′ 19″ est    |       |  |
| 25 | Cathédrale                                                        | Suède              | Uppsala             | 118,7       | 1435               | | 59° 51′ 29″ nord, 17° 38′ 00″ est    |       |  |
| 26 | Cathédrale                                                        | Allemagne          | Schwerin            | 117,5       | 1892               | | 53° 37′ 46″ nord, 11° 24′ 52″ est    |       |  |
| 27 | Église Saint-Pierre                                               | Allemagne          | Rostock             | 117         | 1577               | | 54° 05′ 26″ nord, 12° 08′ 53″ est    |       |  |
| 28 | Église Sainte-Catherine                                           | Allemagne          | Hambourg            | 116,7       | 1657               | | 53° 32′ 46″ nord, 9° 59′ 40″ est     |       |  |
| 29 | Cathédrale Notre-Dame                                             | Allemagne          | Fribourg-en-Brisgau | 116         | 1330               | | 47° 59′ 44″ nord, 7° 51′ 08″ est     |       |  |
| 29 | Cathédrale de la Transfiguration (ru)                             | Russie             | Rybinsk             | 116         | 1804               | | 58° 02′ 55″ nord, 38° 51′ 25″ est    |       |  |
| 29 | Église Sainte-Claire                                              | Suède              | Stockholm           | 116         | 1888               | | 59° 19′ 52″ nord, 18° 03′ 42″ est    |       |  |
| 32 | Église Notre-Dame                                                 | Belgique           | Bruges              | 115         | 1465               | | 51° 12′ 17″ nord, 3° 13′ 28″ est     |       |  |
| 32 | Basilique du Vœu-National                                         | Équateur           | Quito               | 115         | 1988               | | 0° 12′ 54″ sud, 78° 30′ 27″ ouest    |       |  |
| —  | Collégiale Sainte-Marie-Madeleine (pl)                            | Pologne            | Poznań              | 114,8       | XIVe ou XVe siècle | Détruite par un incendie en 1777, démolie en 1802 | 52° 24′ 24″ nord, 16° 56′ 09″ est    |       |  |
| 33 | Cathédrale                                                        | Allemagne          | Lübeck              | 114,7       | 1341               | | 53° 51′ 39″ nord, 10° 41′ 09″ est    |       |  |
| 34 | Basilique Saint-Michel                                            | France             | Bordeaux            | 114,6       | 1492               | | 44° 50′ 04″ nord, 0° 33′ 54″ ouest   |       |  |
| 35 | Église Saint-André de Hildesheim                                  | Allemagne          | Hildesheim          | 114,5       | 1890               | | 52° 09′ 06″ nord, 9° 57′ 00″ est     |       |  |
| 36 | Cathédrale Santa Maria del Fiore                                  | Italie             | Florence            | 114,5       | 1434               | | 43° 46′ 24″ nord, 11° 15′ 22″ est    |       |  |
| —  | Cathédrale Notre-Dame de Cambrai                                  | France             | Cambrai             | 114         | 1148               | Surnommée la "Merveille des Pays-Bas". Détruite lors de la Révolution Française | 50° 10′ 33″ nord, 3° 13′ 46″ est     |       |  |
| 37 | Cathédrale Sainte-Croix                                           | France             | Orléans             | 114         | 1345               | | 47° 54′ 06″ nord, 1° 54′ 37″ est     |       |  |
| —  | Cathédrale                                                        | Allemagne          | Berlin              | 114         | 1905               | | 52° 31′ 09″ nord, 13° 24′ 04″ est    |       |  |
| 38 | Église Saint-Pierre-et-Saint-Paul (it)                            | Italie             | Mortegliano         | 113,2       | 1959               | | 45° 56′ 38″ nord, 13° 10′ 17″ est    |       |  |
| 39 | Cathédrale Notre-Dame-du-Rosaire                                  | Colombie           | Manizales           | 113         | 1901               | | 5° 04′ 03″ nord, 75° 31′ 03″ ouest   |       |  |
| 39 | Cathédrale Notre-Dame                                             | France             | Chartres            | 113         | 1514               | | 48° 26′ 52″ nord, 1° 29′ 16″ est     |       |  |
| —  | Église du Souvenir                                                | Allemagne          | Berlin              | 113         | 1895               | Flèche endommagée pendant la Seconde Guerre mondiale ; actuellement 71 m | 52° 30′ 17″ nord, 13° 20′ 07″ est    |       |  |
| 41 | Cathédrale Notre-Dame                                             | France             | Amiens              | 112,7       | 1549               | | 49° 53′ 42″ nord, 2° 18′ 08″ est     |       |  |
| 42 | Torrazzo                                                          | Italie             | Crémone             | 112,3       | 1309               | | 45° 08′ 01″ nord, 10° 01′ 31″ est    |       |  |
| 43 | Cathédrale Saint-Martin                                           | Pays-Bas           | Utrecht             | 112,3       | 1382               | | 52° 05′ 27″ nord, 5° 07′ 17″ est     |       |  |
| 44 | Église Saint-Jacques                                              | Allemagne          | Lübeck              | 112         | 1894               | | 53° 52′ 15″ nord, 10° 41′ 20″ est    |       |  |
| 44 | Cathédrale                                                        | Argentine          | La Plata            | 112         | 2000               | Cathédrale consacrée en 1932, tours terminées en 2000 | 34° 55′ 22″ sud, 57° 57′ 23″ ouest   |       |  |
| —  | Église Saint-Renaud                                               | Allemagne          | Dortmund            | 112         | 1520               | Effondrée lors d'un séisme en 1661 ; actuellement 104 m | 51° 30′ 53″ nord, 7° 28′ 02″ est     |       |  |
| 46 | Cathédrale Saint-Paul                                             | Royaume-Uni        | Londres             | 111,3       | 1710               | | 51° 30′ 49″ nord, 0° 05′ 54″ ouest   |       |  |
| 47 | Cathédrale                                                        | Allemagne          | Duché de Schleswig  | 111,2       | 1894               | | 54° 30′ 48″ nord, 9° 34′ 09″ est     |       |  |
| 48 | Cathédrale Saint-Jacques                                          | Pologne            | Szczecin            | 110,18      | 1892               | Mesure 119 m de 1892 jusqu'à sa destruction en 1944 ; elle mesure 67 m jusqu'à la reconstruction de la flèche en 2008 | 53° 25′ 29″ nord, 14° 33′ 19″ est    |       |  |
| —  | Église Saint-Jean                                                 | Allemagne          | Lunebourg           | 110         | 1384               | Flèche partiellement détruite par un éclair en 1406 ; actuellement 108,7 m | 53° 14′ 52″ nord, 10° 24′ 46″ est    |       |  |
| —  | Église Saint-Pierre                                               | Pays-Bas           | Leyde               | 110         | 1570               | Tour effondrée en 1512 et jamais reconstruite | 52° 09′ 27″ nord, 4° 29′ 16″ est     |       |  |
| 49 | Notre-Dame de l'Immaculée Conception de Ninh Bình                 | Viêt Nam           | Ninh Bình           | 110         | 2018               | | 20° 21′ 13″ nord, 105° 53′ 55″ est   |       |  |
| 50 | Église du Sacré-Cœur                                              | Autriche           | Graz                | 109,6       | 1891               | | 47° 04′ 11″ nord, 15° 27′ 21″ est    |       |  |
| 51 | Nouvelle église                                                   | Pays-Bas           | Delft               | 108,8       | 1496               | | 52° 00′ 44″ nord, 4° 21′ 37″ est     |       |  |
| 52 | Église Saint-Jean                                                 | Allemagne          | Lunebourg           | 108,7       | 1408               | | 53° 14′ 52″ nord, 10° 24′ 46″ est    |       |  |
| 53 | Dôme                                                              | Italie             | Milan               | 108,5       | 1886               | | 45° 27′ 51″ nord, 9° 11′ 29″ est     |       |  |
| 54 | Cathédrale                                                        | Croatie            | Zagreb              | 108,4       | 1880               | | 45° 48′ 52″ nord, 15° 58′ 47″ est    |       |  |
| 55 | Église Saint-Pierre (de)                                          | Allemagne          | Lübeck              | 108,2       | 1894               | | 53° 51′ 57″ nord, 10° 41′ 00″ est    |       |  |
| 56 | Cathédrale Notre-Dame-de-Guadalupe                                | Mexique            | Zamora              | 107,5       | 2008               | | 19° 59′ 01″ nord, 102° 16′ 51″ ouest |       |  |
| 57 | Église Saints-Pierre-et-Paul                                      | Bosnie-Herzégovine | Mostar              | 107,2       | 1999               | | 43° 20′ 16″ nord, 17° 48′ 32″ est    |       |  |
| 58 | Monastère Notre-Dame-de-Kazan (en)                                | Russie             | Tambov              | 107         | 2011               | Clocher détruit en 1936, reconstruit entre 2009 et 2011 | 52° 43′ 15″ nord, 41° 27′ 34″ est    |       |  |
| 59 | Cathédrale                                                        | Suède              | Linköping           | 107         | 1886               | | 58° 24′ 40″ nord, 15° 37′ 00″ est    |       |  |
| 60 | Basilique Notre-Dame                                              | Argentine          | Luján               | 106         | 1935               | | 34° 33′ 52″ sud, 59° 07′ 16″ ouest   |       |  |
| 60 | Église Saint-Joseph                                               | France             | Le Havre            | 106         | 1957               | | 49° 29′ 28″ nord, 0° 06′ 04″ est     |       |  |
| 60 | Dôme                                                              | Italie             | Alexandrie          | 106         | 1885               | | 44° 54′ 44″ nord, 8° 37′ 06″ est     |       |  |
| 60 | Jasna Góra                                                        | Pologne            | Częstochowa         | 106         | 1900               | | 50° 48′ 45″ nord, 19° 05′ 50″ est    |       |  |
| 60 | Cathédrale de la Résurrection (ru)                                | Russie             | Chouïa              | 106         | 1832               | | 56° 51′ 24″ nord, 41° 23′ 01″ est    |       |  |
| —  | Église Saint-Sauveur (de)                                         | Allemagne          | Duisbourg           | 106         | 1415               | Détruite par un incendie en 1467 | 51° 26′ 09″ nord, 6° 45′ 40″ est     |       |  |
| 65 | Cathédrale Saint-Pierre                                           | Allemagne          | Ratisbonne          | 105         | 1856               | | 49° 01′ 10″ nord, 12° 05′ 53″ est    |       |  |
| 65 | Cathédrale Saint-Patrick                                          | Australie          | Melbourne           | 105         | 1939               | | 37° 48′ 36″ sud, 144° 58′ 34″ est    |       |  |
| 65 | Église Sainte-Catherine de Hoogstraten                            | Belgique           | Hoogstraten         | 105         | 1550               | | 51° 23′ 57″ nord, 4° 45′ 38″ est     |       |  |
| 65 | Église Saint-Nicolas                                              | Estonie            | Tallinn             | 105         | 1696               | La cathédrale en elle-même date de 1275 | 59° 26′ 09″ nord, 24° 44′ 34″ est    |       |  |
| 65 | Église Saint-Pierre                                               | Suède              | Malmö               | 105         | 1310               | | 55° 36′ 25″ nord, 13° 00′ 13″ est    |       |  |
| 65 | Église pentecôtiste de sainteté de Wing Kwong                     | Chine              | Hongkong            | 105         | 2000               | | 22° 20′ 10″ nord, 114° 11′ 22″ est   |       |  |
| 71 | Cathédrale Saint-Stanislas Kostka                                 | Pologne            | Łódź                | 104,5       | 1912               | | 51° 44′ 56″ nord, 19° 27′ 35″ est    |       |  |
| 72 | Église Saint-Pierre de Dortmund                                   | Allemagne          | Dortmund            | 104         | 1322               | | 58° 58′ 14″ nord, 5° 44′ 12″ est     |       |  |
| 72 | Église Saint-Renaud                                               | Allemagne          | Dortmund            | 104         | 1954               | 119 m de 1520 à 1661 | 51° 30′ 53″ nord, 7° 28′ 02″ est     |       |  |
| 72 | Cathédrale                                                        | Allemagne          | Magdebourg          | 104         | 1520               | | 52° 07′ 29″ nord, 11° 38′ 04″ est    |       |  |
| 72 | Église Sainte-Marie                                               | Allemagne          | Stralsund           | 104         | 1478               | | 54° 18′ 37″ nord, 13° 05′ 16″ est    |       |  |
| 72 | Cathédrale Notre-Dame du Siège                                    | Espagne            | Séville             | 104         | 1568               | | 37° 23′ 09″ nord, 5° 59′ 35″ ouest   |       |  |
| 77 | Églsie Sainte-Catherine                                           | Allemagne          | Osnabrück           | 103         | 1430               | | 52° 16′ 23″ nord, 8° 02′ 34″ est     |       |  |
| 77 | Hôtel des Invalides                                               | France             | Paris               | 103         | 1706               | | 48° 51′ 18″ nord, 2° 18′ 45″ est     |       |  |
| 77 | Église Saints-Stanislas-et-Venceslas (en)                         | Pologne            | Świdnica            | 103         | 1496               | | 50° 50′ 28″ nord, 16° 29′ 31″ est    |       |  |
| 77 | Cathédrale du Christ-Sauveur                                      | Russie             | Moscou              | 103         | 2000               | Reconstruction d'une cathédrale consacrée en 1883 et démolie en 1931 ; plus haute église orthodoxe du monde | 55° 44′ 40″ nord, 37° 36′ 20″ est    |       |  |
| 81 | Cathédrale Saint-Guy                                              | République tchèque | Prague              | 102,8       | 1554               | Flèche rebâtie après un incendie en 1541 ; selon certaines sources, la flèche d'origine, construite en 1402, aurait atteint 156 m selon certaines sources | 50° 05′ 27″ nord, 14° 24′ 03″ est    |       |  |
| 82 | Église Saint-Nicolas                                              | Allemagne          | Stralsund           | 102,6       | 1350               | | 54° 18′ 55″ nord, 13° 05′ 28″ est    |       |  |
| 82 | Église Notre-Dame                                                 | Pologne            | Chojna              | 102,6       | 1854               | | 52° 57′ 45″ nord, 14° 25′ 47″ est    |       |  |
| 84 | Basilique Saint-Antoine                                           | Allemagne          | Rheine              | 102,5       | 1905               | | 52° 16′ 56″ nord, 7° 26′ 58″ est     |       |  |
| 85 | Cathédrale Saint-Martin                                           | Belgique           | Ypres               | 102,3       | 1370 / 1930        | Édifiée entre 1230 et 1370, la cathédrale est entièrement détruite pendant la Première Guerre mondiale ; elle est reconstruite à l'identique entre 1922 et 1930 | 50° 51′ 06″ nord, 2° 53′ 06″ est     |       |  |
| 85 | Cathédrale Saint-Barthélemy                                       | République tchèque | Plzeň               | 102,3       | 1600               | | 49° 44′ 51″ nord, 13° 22′ 39″ est    |       |  |
| —  | Martinikerk                                                       | Pays-Bas           | Groningue           | 102         | 1548               | La flèche a brûlé en 1577 et ne mesure plus que 97 m | 53° 13′ 10″ nord, 6° 34′ 07″ est     |       |  |
| 87 | Cathédrale Saint-Isaac                                            | Russie             | Saint-Pétersbourg   | 101,5       | 1858               | | 59° 56′ 02″ nord, 30° 18′ 22″ est    |       |  |
| 88 | Basilique Notre-Dame-de-l'Immaculée-Conception                    | France             | Boulogne-sur-Mer    | 101         | 1866               | | 50° 43′ 34″ nord, 1° 36′ 54″ est     |       |  |
| 88 | Église de l'Assomption de la Bienheureuse Vierge Marie de Bielawa | Pologne            | Bielawa             | 101         | 1335               | | 50° 42′ 00″ nord, 16° 37′ 00″ est    |       |  |
| 88 | Cathédrale                                                        | Royaume-Uni        | Liverpool           | 101         | 1978               | | 53° 23′ 51″ nord, 2° 58′ 23″ ouest   |       |  |
| 91 | Cathédrale Saint-Venceslas                                        | République tchèque | Olomouc             | 100,7       | 1892               | | 49° 35′ 52″ nord, 17° 15′ 45″ est    |       |  |
| 92 | Cathédrale Saint-Patrick                                          | États-Unis         | New York            | 100,4       | 1888               | | 40° 45′ 31″ nord, 73° 58′ 35″ ouest  |       |  |
| 93 | Campanile                                                         | Italie             | Venise              | 100,1       | 1912               | | 45° 26′ 02″ nord, 12° 20′ 21″ est    |       |  |
| 94 | Église de la Commémoration                                        | Allemagne          | Spire               | 100         | 1904               | | 49° 18′ 53″ nord, 8° 25′ 48″ est     |       |  |
| 94 | Basilique Notre-Dame                                              | Brésil             | Aparecida           | 100         | 1980               | | 22° 51′ 02″ sud, 45° 14′ 02″ ouest   |       |  |
| 94 | Cathédrale métropolitaine                                         | Brésil             | São Paulo           | 100         | 1954               | | 23° 33′ 04″ sud, 46° 38′ 03″ ouest   |       |  |
| 94 | Basilique du sanctuaire national de l'Immaculée Conception        | États-Unis         | Washington          | 100         | 1959               | | 38° 56′ 00″ nord, 77° 00′ 02″ ouest  |       |  |
| 94 | Cathédrale Saint-Adalbert                                         | Hongrie            | Esztergom           | 100         | 1869               | | 47° 47′ 56″ nord, 18° 44′ 11″ est    |       |  |
| 94 | Collégiale Saint-Vincent                                          | Suisse             | Berne               | 100         | 1893               | | 46° 56′ 50″ nord, 7° 27′ 05″ est     |       |  |
| 94 | Sanctuaire de Las Lajas                                           | Colombie           | Ipiales             | 100         | 1949               | | 0° 48′ 20″ nord, 77° 35′ 10″ ouest   |       |  |

### Par pays
La liste suivante recense les pays comptant, fin 2018, au moins une église de plus de 100 m de hauteur.
| Pays               | Églises |
| ------------------ | ------- |
| Allemagne          | 27      |
| France             | 11      |
| Italie             | 7       |
| Pologne            | 7       |
| Russie             | 6       |
| Belgique           | 4       |
| Suède              | 4       |
| Autriche           | 3       |
| Brésil             | 3       |
| États-Unis         | 3       |
| République tchèque | 3       |
| Royaume-Uni        | 3       |
| Argentine          | 2       |
| Colombie           | 2       |
| Estonie            | 2       |
| Pays-Bas           | 2       |
| Australie          | 1       |
| Bosnie-Herzégovine | 1       |
| Canada             | 1       |
| Chine              | 1       |
| Côte d'Ivoire      | 1       |
| Croatie            | 1       |
| Équateur           | 1       |
| Espagne            | 1       |
| Hongrie            | 1       |
| Lettonie           | 1       |
| Mexique            | 1       |
| Suisse             | 1       |
| Vatican            | 1       |
| Viêt Nam           | 1       |

### Par ville
La liste suivante recense les villes comptant, fin 2018, au moins 2 églises de plus de 100 m de hauteur.
| Ville             | Églises |
| ----------------- | ------- |
| Hambourg          | 5       |
| Lübeck            | 4       |
| Dortmund          | 2       |
| New York          | 2       |
| Saint-Pétersbourg | 2       |
| Stralsund         | 2       |
| Tallinn           | 2       |

## En construction
La liste suivante recense les églises de plus de 100 m de hauteur en construction à la fin 2018.
| Édifice                                   | Pays     | Ville     | Hauteur (m) | Date      | Notes                                                                    | Coordonnées                       | Photo |
| ----------------------------------------- | -------- | --------- | ----------- | --------- | ------------------------------------------------------------------------ | --------------------------------- | ----- |
| Sagrada Família                           | Espagne  | Barcelone | 172,5       | Vers 2026 | Devrait devenir la plus haute église du monde une fois achevée           | 41° 23′ 59″ nord, 2° 10′ 27″ est  |       |
| Cathédrale du salut de la nation roumaine | Roumanie | Bucarest  | 135 m       | Vers 2020 | Devrait devenir la plus haute église orthodoxe du monde une fois achevée | 44° 25′ 21″ nord, 26° 04′ 56″ est |       |